# Masters of Hardcore (evenement)

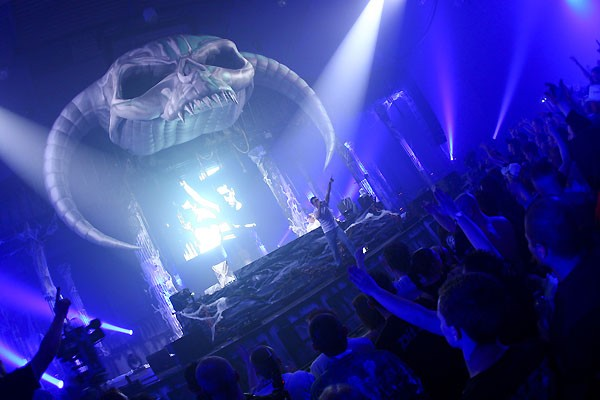
Masters of Hardcore

Masters of Hardcore is een Nederlands hardcore-evenement dat op 1 juli 1995 voor het eerst werd gehouden in de sporthallen van Almere onder de naam Doomsday - Masters of Hardcore. Dit feest werd destijds georganiseerd door A&A events wat stond voor Attalos & Airpeace. Deze organisatie werd gerund door de DJ King Matthew. Later werd A&A omgedoopt tot 'Almere & Art'.
Nu is het Art Of Dance
Rond deze tijd bracht Masters of Hardcore ook hun eerste release op het label uit, geproduceerd door de dj's Bass-D & King Matthew, Rob Gee & DJ J.D.A.
In 1998 nam de populariteit van hardcore in Nederland af en werd de hardcore muziekstroming weer underground. Dit zorgde ervoor dat veel organisaties niets meer zagen in de muziek en afhaakten. Masters of Hardcore was een van de weinige feesten die gewoon bleef bestaan en bovendien enkel echte hardcoremuziek bleef programmeren.
In 2002 ondervond de hardcore weer een opleving. Dit zorgde ervoor dat het Masters of Hardcore evenement groter werd en uiteindelijk te groot werd voor de Hemkade.
Sinds het jaar 2002 hebben de Hemkade 48 en evenementenorganisatie A&A events hun handen ineen geslagen om alle evenementen samen te gaan organiseren onder de naam Art of Dance.
Na een paar jaar te zijn georganiseerd in de FuN (later Hemkade) verliet Masters of Hardcore de Hemkade en ruilde deze in 2002 om voor het Beursgebouw te Eindhoven waar het feest uiteindelijk 4 keer werd gehouden. In 2002 werd Masters of Hardcore ook voor de eerste keer in het buitenland gehouden; in Ravenna, Italië vond Extreme Invasion vs Masters of Hardcore plaats. Na de feesten in het Beursgebouw werd in 2003 gekozen voor de Prins Bernardhoeve Hallen te Zuidlaren waar Masters of Hardcore vs Hellraiser plaatsvond. In 2004 werd het feest nog eenmaal gehouden in het Beursgebouw. Toen koos men voor het Thialf Stadion te Heerenveen. Hier vond Masters of Hardcore 2 keer plaats. Na de 2 edities in het Thialf Stadion werd Masters of Hardcore ook nog een keer in Italië gehouden. Na Italië bezocht het evenement voor de eerste keer de Westfalenhallen in Dortmund (Duitsland) op 8 oktober 2005. Op 18 februari 2006 werd Masters of Hardcore gehouden in de Brabanthallen 's-Hertogenbosch te 's-Hertogenbosch. Op 7 oktober 2006 vond Masters of Hardcore wederom plaats in de Westfalenhallen te Dortmund. Op 10 februari 2007 vond Masters of Hardcore wederom plaats in de Brabanthallen.
Na 2 eerdere succesvolle edities in de Westfalenhallen kwam er geen 3e editie van Masters of Hardcore op deze locatie, maar werd er een nieuw feest georganiseerd, Syndicate genaamd.
In 2008 hebben 2 edities van Masters of Hardcore plaatsgevonden:
Op 16 februari 2008 is Masters of Hardcore voor de 3e keer teruggekeerd naar de Brabanthallen 's-Hertogenbosch, waarbij er een eenmalig live-optreden van de formatie The Masters Elite heeft plaatsgevonden bestaande uit de DJ's: Angerfist, Catscan en Outblast. Dit was de editie genoemd; The Warrior Elite. En op 13 september 2008 is de eerste editie van Masters of Hardcore - Pole Position gehouden in de TT-Hall te Assen, bestaande uit één grote zaal.
Op 7 maart 2009 vond de volledig uitverkochte editie van Masters of Hardcore plaats, Design the Future. Dit keer voor de 4e keer in de Brabanthallen te 's-Hertogenbosch.
Masters of Hardcore bestond in 2010 vijftien jaar. Dit werd gevierd met een nieuwe editie, 'The voice of mayhem', die werd gehouden op 6 maart 2010 in de Brabanthallen te 's-Hertogenbosch. Op 6 november 2010 deed Masters of Hardcore bovendien de Ethias Arena in Hasselt aan.
Op 28 maart 2015 vond de 20ste editie plaats alsook in de Brabanthallen te 's-Hertogenbosch: Masters of Hardcore - 20 Years of Rebellion,
met als Anthem 'Legacy' van Bodyshock. Het evenement bestond toen twintig jaar.
Voor deze editie werd dan ook een speciale actie gehouden. De eerste 500 tickets gaven VIP-toegang met een gratis T-shirt. 
De 'diehardfans' konden kans maken op een ticket dat levenslang gratis toegang bood tot Masters of Hardcore. Deze editie was ook uitverkocht
De editie van 2017 vond plaats op 25 maart 2017. Dit, zoals elk jaar tegenwoordig, in de Brabanthallen  te 's-Hertogenbosch . 
Voor deze editie mocht Destructive Tendencies het anthem maken genaamd 'The skull dynasty'.
De editie Masters of Hardcore 2018 - Tournament of Tyrants, vond plaats op 24 maart 2018 in de Brabanthallen te 's-Hertogenbosch. Dit jaar was the Anthem geschreven door Angerfist: Tournament of Tyrants.

## Masters of Hardcore-anthems
- 2004 - Base Alert - Zoo (NL, Beursgebouw Eindhoven)
- 2004 - DJ Outblast ft. DJ Korsakoff - Unleash The Beast (NL, Thialf Stadion Heerenveen)
- 2005 - Angerfist - The World Will Shiver (NL, Thialf Stadion Heerenveen)
- 2005 - Re-Style - Hardcore Psychopaths (DE, Westfalenhallen Dortmund)
- 2006 - Bass-D & King Matthew - The Genesis (NL, Brabanthallen 's-Hertogenbosch)
- 2006 - DaY-már - Embrace The Night (DE, Westfalenhallen Dortmund)
- 2007 - The Stunned Guys - Raise Cain (NL, Brabanthallen 's-Hertogenbosch)
- 2008 - DJ Outblast - Infinity (NL, Brabanthallen 's-Hertogenbosch)
- 2008 - DaY-már - Pole Position (NL, TT Hall Assen)
- 2009 - Catscan - Design The Future (NL, Brabanthallen 's-Hertogenbosch)
- 2009 - Noize Suppressor - Pole Position Lap II (NL, TT Hall Assen)
- 2010 - Angerfist & DJ Outblast ft. MC Tha Watcher - The Voice of Mayhem (NL, Brabanthallen 's-Hertogenbosch)
- 2010 - The Stunned Guys & Amnesys - Symphony of Sins (BE, Ethias Arena Hasselt)
- 2011 - Dyprax ft. MC Tha Watcher - Statement of Disorder (NL, Brabanthallen 's-Hertogenbosch )
- 2011 - Angerfist - Depths of Despair (BE, Lotto Arena Antwerpen)
- 2012 - State of emergency - The Vortex of Vengeance (NL, Brabanthallen 's-Hertogenbosch)
- 2012 - DJ Korsakoff - The torment of triton (BE, Lotto Arena Antwerpen)
- 2013 - Re-Style - The Conquest of Fury (NL, Brabanthallen 's-Hertogenbosch)
- 2014 - Tha Playah - Eternal (NL, Brabanthallen 's-Hertogenbosch)
- 2015 - Bodyshock - Legacy (NL, Brabanthallen 's-Hertogenbosch)
- 2016 - Miss K8 - Raiders of Rampage (NL, Brabanthallen 's-Hertogenbosch)
- 2017 - Destructive Tendencies - The Skull Dynasty (NL, Brabanthallen 's-Hertogenbosch)
- 2018 - Angerfist ft Tha Watcher - Tournament Of Tyrants (NL, Brabanthallen 's-Hertogenbosch)
- 2019 - N-Vitral ft. Sovereign King - Vault Of Violence (NL, Brabanthallen 's-Hertogenbosch)
- 2020 - DJ Mad Dog & Dave Revan - Magnum Opus (NL, Brabanthallen 's-Hertogenbosch)
- 2022 - DJ Mad Dog & Evil Activities - Immortal (NL, Brabanthallen 's-Hertogenbosch)
- 2023 - Nosferatu, Nolz - Cosmic Conquest (NL, Brabanthallen 's-Hertogenbosch)
- 2024 - Deadly Guns, Tha Watcher - Time Heist (NL, Brabanthallen 's-Hertogenbosch)